# Софийска професионална гимназия по електроника „Джон Атанасов“
Софийска професионална гимназия по електроника „Джон Атанасов“ (стари имена: Техникум по електроника „В. И. Ленин“, Техникум по електроника „Акад. Иван Ценов“) е средно училище, намиращо се в софийския квартал Изток на улица „Райко Алексиев“ 48.
Профилите са „Системно програмиране“, „Приложно програмиране“, „Компютърна техника и технологии“, „Компютърни мрежи“, „Промишлена електроника“,„Микропроцесорна техника“ и „Програмиране на роботи“.